# Velocidad de transmisión de oxígeno
La tasa de transmisión de oxígeno (OTR) es la medición de la cantidad de gas de oxígeno que pasa a través de una sustancia durante un período determinado. Se lleva a cabo principalmente en materiales no porosos, donde el modo de transporte es la difusión, pero hay un número creciente de aplicaciones donde la velocidad de transmisión también depende del flujo a través de aberturas de alguna descripción.
Se relaciona con la permeación del oxígeno a través del envasado a alimentos sensibles y productos farmacéuticos.

## Medición
Existen métodos de ensayo estándar para medir la velocidad de transmisión de oxígeno de los materiales de embalaje. Los paquetes completados, sin embargo, implican sellos térmicos, pliegues, juntas y cierres que a menudo reducen la barrera efectiva del paquete. Por ejemplo, el vidrio de una botella de vidrio puede tener una barrera total efectiva, pero el cierre de la tapa del tornillo y el revestimiento de cierre podrían no.
Los métodos de prueba estándar ASTM incluyen:
- D3985 Método de prueba estándar para la velocidad de transmisión de gas de oxígeno a través de película plástica y láminas utilizando un sensor coulométrico
- F1307 Método de prueba estándar para la velocidad de transmisión de oxígeno a través de paquetes secos utilizando un sensor coulométrico
- F1927 Método de prueba estándar para la determinación de la velocidad de transmisión de gas de oxígeno, permeabilidad y permeabilidad en la humedad relativa controlada a través de materiales de barrera utilizando un detector coulométrico
- F2622 Método de prueba estándar para la velocidad de transmisión de gas de oxígeno a través de película plástica y láminas utilizando varios sensores

Otros métodos de prueba incluyen:
- El método de velocidad de entrada de oxígeno ambiente (AOIR) es un método alternativo para medir las velocidades de transmisión de oxígeno (OTR) de paquetes enteros

## Vino
También un factor de conciencia creciente en el debate que rodea los cierres de vino, los corchos naturales muestran pequeñas variaciones en su tasa de transmisión de oxígeno, lo que a su vez se traduce en un grado de variación de la botella.